# Marcalváros
Marcalváros (korábbi nevén: Kun Béla lakótelep) Győr egyik városrésze.

## Története
Győr lélekszám-emelkedésének egyik nagy szocialista eredménye volt a több tízezres lakótelepek létrejötte a történelmi városmag körül. A győri lakótelepek kiépülése a hatvanas évek végén kezdődött meg. Ez egybeesett a nagymértékű lakásigények kielégítésével. Adyváros befejezése előtt a Kun Béla lakótelep kiépítése két ütemben történt meg, amelyet a GYSEV pályaudvar és a Gerence út választ el egymástól. A két településrész annak megépítése Győr legnagyobb lakótelepévé tették. (Marcalváros I. 11 500 lakos, 1974 és 1980 között készült el, Marcalváros II. 6900 lakos, pedig 1989-re épült meg.) Neve a rendszerváltás után lett Marcalváros. A város teljes lakosságának 14%-a él itt.
Viszonylag rövid idő alatt kellett nagyszámú lakást építeni. (Ez azzal járt, hogy a lakótelepek urbanisztikailag és építészeti szempontból sivárra sikerültek, amely azok szociális hatásaira, a környezet élhetőségére és a társadalmi összetételre egyaránt rányomta a bélyegét.) A város másik két lakótelepével, Adyvárossal és Nádorvárossal ellentétben a homlokzatok egyhangú szürkeségét oldandó, a Győri Házgyár (GYÁÉV) ide már nagyobb mennyiségben gyártott színes panellapokat. (Hasonlók állnak Jancsifalu szélén, a Heszky Erzsébet utcában /mai neve: Répce utca/ vagy akár a földszintes "papagáj" házak a szabadhegyi Páva utcában.) A telepen a fásítás, parkosítás szintén oldotta az egyhangúságot, de nem tudta azt megszüntetni. A rendszerváltás után Kolozsváry Ernő polgármester, aki nagy műgyűjtő volt, köztéri szobrok kihelyezésével akarta megoldani a problémát. Ez azonban több ok miatt elmaradt. A fiatalabb lakosság azonban megoldotta graffitik formájában. A városvezetés a Lajta utca Gerence úti torkolatánál a pályaudvar kihúzója alatt korábban összefirkált aluljáróban már szervezett formában adott lehetőséget a városképet javító falfestmények elhelyezéséhez. Sajnos Budapesthez és a többi településhez hasonlóan itt is megjelent vandalizmus.

## Külső hivatkozások
- Marcal-város nem hivatalos honlapja
- Marcalváros a Modern Győr blog-on